# Prediale
Per prediale si intende un toponimo derivante dal nome di un possedimento terriero, solitamente di epoca romana.

## Storia
Nell'antichità era infatti consuetudine indicare un fondo agricolo con i termini latini fundus, villa, praedium o simili, seguiti dal nome del proprietario aggettivato: così, ad esempio fundus Bassianus (Bassano), riferito ai terreni di Bassius.
Molti prediali si riconoscono per la presenza di alcuni caratteristici suffissi, il più diffuso dei quali è -ano (dal latino -ānus). Attestati fin dal I secolo a.C., si diffusero poi notevolmente in epoca imperiale.